# Too Much (Spice Girls)
Too Much è una canzone delle Spice Girls. È il secondo singolo estratto dal secondo album del gruppo, Spiceworld.
Il brano è stato scritto dalle Spice Girls in collaborazione con Paul Wilson ed Andy Watkins.
È stato inserito come brano iniziale del film del gruppo, Spice Girls - Il film, ed è stato poi presentato ufficialmente durante una puntata del programma Top of the Pops. Essendo il tema principale del film, Too Much fu nominata ad un Razzie come peggior canzone originale.
Dopo l'abbandono di Geri Halliwell dal gruppo, durante i concerti le parti di Ginger Spice furono riassegnate ad Emma Bunton.

## Il singolo
Il singolo della canzone, pubblicato 15 dicembre 1997 nel Regno Unito e il 27 gennaio 1998 negli Stati Uniti,Conquistò il sesto primo posto consecutivo nella classifica dei singoli britannica e si aggiudicò anche le vendite nel mercato natalizio, facendo vincere questo titolo alle Spice per il secondo Natale consecutivo.Disco Di Platino in Uk (670,000)

## Tracce e formati
Questi sono i formati e le relative tracklist delle principali pubblicazioni del singolo
- UK CD1/Brazilian CD/Dutch CD

1. "Too Much" [Radio Edit] - 3:51
2. "Outer Space Girls" - 3:58
3. "Too Much" [Soulshock & Karlin Remix] - 3:52

- UK CD2/Australian CD2/South African CD/Taiwan CD2

1. "Too Much" [Radio Edit] - 3:51
2. "Too Much" [Orchestral Version] - 4:38
3. "Walk of Life" - 4:16

- Australian CD1/European CD1/Taiwan CD1

1. "Too Much" [Radio Edit] - 3:51
2. "Outer Space Girls" - 3:58
3. "Spice Up Your Life" [Murk Havana FM Radio Mix] - 3:39

- European CD2/French CD

1. "Too Much" [Radio Edit] - 3:51
2. "Outer Space Girls" - 3:58

- Japanese CD

1. "Too Much" [Radio Edit] - 3:51
2. "Too Much" [Orchestral Version] - 4:38
3. "Walk Of Life" - 4:16
4. "Outer Space Girls" - 3:58

- US CD/Canadian CD

1. "Too Much" [Radio Edit] - 3:51
2. "Too Much" [Orchestral Version] - 4:38
3. "Too Much" [Soulshock & Karlin Remix] - 3:52
4. "Outer Space Girls" - 3:58

## Il video
Nel video ogni ragazza del gruppo interpreta personaggi ispirati a film diversi. Mel C a L'anno del dragone, Mel B a Mad Max, Emma Bunton a Poltergeist, Geri Halliwell a Casablanca e Victoria Adams a Batman - Il ritorno. Inoltre sono presenti anche alcune scene di Spice World - Il film, che era nelle sale nel periodo di pubblicazione del singolo.

## Classifiche
| Classifica (1997) | Posizione raggiunta |
| ----------------- | ------------------- |
| Regno Unito       | 1                   |
| Finlandia         | 3                   |
| Irlanda           | 4                   |
| Australia         | 9                   |
| Nuova Zelanda     | 9                   |
| Italia            | 10                  |
| Belgio (Fiandre)  | 12                  |
| Austria           | 15                  |
| Paesi Bassi       | 15                  |
| Belgio (Vallonia) | 16                  |
| Svizzera          | 18                  |
| Svezia            | 18                  |
| Francia           | 20                  |